# Arotes sugiharai
Arotes sugiharai là một loài tò vò trong họ Ichneumonidae.